# Slow, Deep and Hard
| Recensione       | Giudizio       |
| ---------------- | -------------- |
| AllMusic         |                |
| OndaRock         | Pietra miliare |
| Piero Scaruffi   | 9/10           |
| Robert Christgau |                |

Slow, Deep and Hard, prodotto nel 1991 dalla Roadrunner Records, è l'album di debutto della band statunitense Type O Negative.
È considerato da una parte della critica uno dei capolavori dell'heavy metal e della musica rock in generale..
È stato inserito dal critico Piero Scaruffi al primo posto nella classifica dei migliori album metal della storia.

## Tracce[7]
Testi e musiche di Peter Steele.
1. Unsuccessfully Coping with the Natural Beauty of Infidelity – 12:39
2. Der Untermensch – 8:54
3. Xero Tolerance – 7:45
4. Prelude to Agony – 12:14
5. Glass Walls of Limbo (Dance Mix) – 6:41
6. The Misinterpretation of Silence and its Disastrous Consequences – 1:04
7. Gravitational Constant: G = 6.67 × 10−8 cm−3 gm−1 sec−2 – 9:14

Durata totale: 58:31

## Formazione[7]
- Peter Steele - voce, basso
- Josh Silver - tastiere, sintetizzatore, voce
- Kenny Hickey - chitarra, voce
- Sal Abruscato - batteria, voce